# Oğuz Aydın
Oğuz Aydın (* 27. Oktober 2000 in Den Haag) ist ein türkischer Fußballspieler, der seit 2024 bei Fenerbahçe Istanbul unter Vertrag steht.

## Karriere

### Verein
Von 2016 bis 2018 spielte Aydın in den Jugendverein von Bucaspor. 2018 unterschrieb er sein Profivertrag bei Bucaspor. Anschließend wechselte er 2019 zu Bucaspor 1928. In der Saison 2019–20 war er Leihspieler bei Karacabey Belediyespor. Am 24. Juni 2021 wechselte er zu Alanyaspor und unterzeichnete einen 5-Jahres-Vertrag. Sein Debüt gab er  am 18. Oktober 2021 beim 6:3-Sieg  gegen Kayserispor.
Im Juli 2024 wechselte er zu Fenerbahçe Istanbul.

### Nationalmannschaft
Aydın wurde in den Niederlanden geboren und ist türkischer Abstammung. Er wurde 2018 in die türkische U19-Nationalmannschaft berufen. Er debütierte am 24. März bei der UEFA-U19-Europameisterschaft 2019 gegen Dänemark U19.